# أنطونيو غارسيا ماركيز
أنطونيو غارسيا ماركيز (بالإسبانية: Antonio García Márquez)‏ (1 يوليو 1989 في إسبانيا - ) هو لاعب كرة قدم إسباني في مركز الوسط. لعب مع ريال مورسيا ونادي ألميريا ونادي ألميريا ب وCD Comarca de Níjar ‏ وReal Murcia Imperial ‏ وVélez CF ‏ وCalasparra FC ‏.

## وصلات خارجية
- أنطونيو غارسيا ماركيز على موقع قاعدة بيانات كرة القدم.إي يو (الإنجليزية)
- أنطونيو غارسيا ماركيز على موقع Soccerway.com (الإنجليزية)